# Edward Steichen
Edward Steichen (oprindelig Edouard Jean Steichen; født 27. marts 1879 i Bivange, Luxembourg; død 25. marts 1973 i Connecticut) var en amerikansk fotograf, maler og kurator.

## Levned og værk
Familien emigrerede 1881 til minebyen Hancock i Michigan, USA da Edward var et år gammel, og 1900 blev han amerikansk statsborger. Steichen uddannede sig i litografi og maleri 1898, begyndte tidligt at fotografere og vakte første gang opsigt som fotograf 1899 på en fotoudstilling i Philadelphia. Han etablerede sig omkring århundredeskiftet som maler og tog erfaringer herfra med ind i fotokunsten.
Edward Steichen hjalp med at tilrettelægge Alfred Stieglitz' tidsskrift Camera Work og arbejdede senere med som fotograf mellem 1903 og 1917. Derefter gjorde han tjeneste som krigsfotograf i den amerikanske hær i sidste del af første verdenskrig som leder af den fotografiske afdeling af American Expeditionary Force.
Mellem 1923 og 1938 arbejdede han blandt andet på Vogue og Vanity Fair og samtidig på forskellige reklamebureauer i New York. Under anden verdenskrig gjorde han tjeneste i den amerikanske flåde som ansvarlig for dens fotodetaljer. Han indspillede på den tid dokumentarfilmen The Fighting Lady, som 1945 fik Academy Award for Best Documentary.
Efter anden verdenskrig var han først udstillingsleder og fra 1947 chef for fotoafdelingen på Museum of Modern Art i New York til 1962. I arbejdet dér var han direktør for fotoudstillingen The Family of Man, som vistes først på Museum of Modern Art 1955 og derefter i et stort antal lande, i Danmark på Charlottenborg 1958.

## Galleri
- Selvportræt, publiceret i Camera Work Nr 2, 1903
- Omslag til Camera Work
- Flatiron Building, New York (1904)
- Experiment in Three-Color Photography, Camera Work, nr. 15 1906
- The Pond-Moonlight